# 胡斯特區

胡斯特區在外喀爾巴阡州的位置

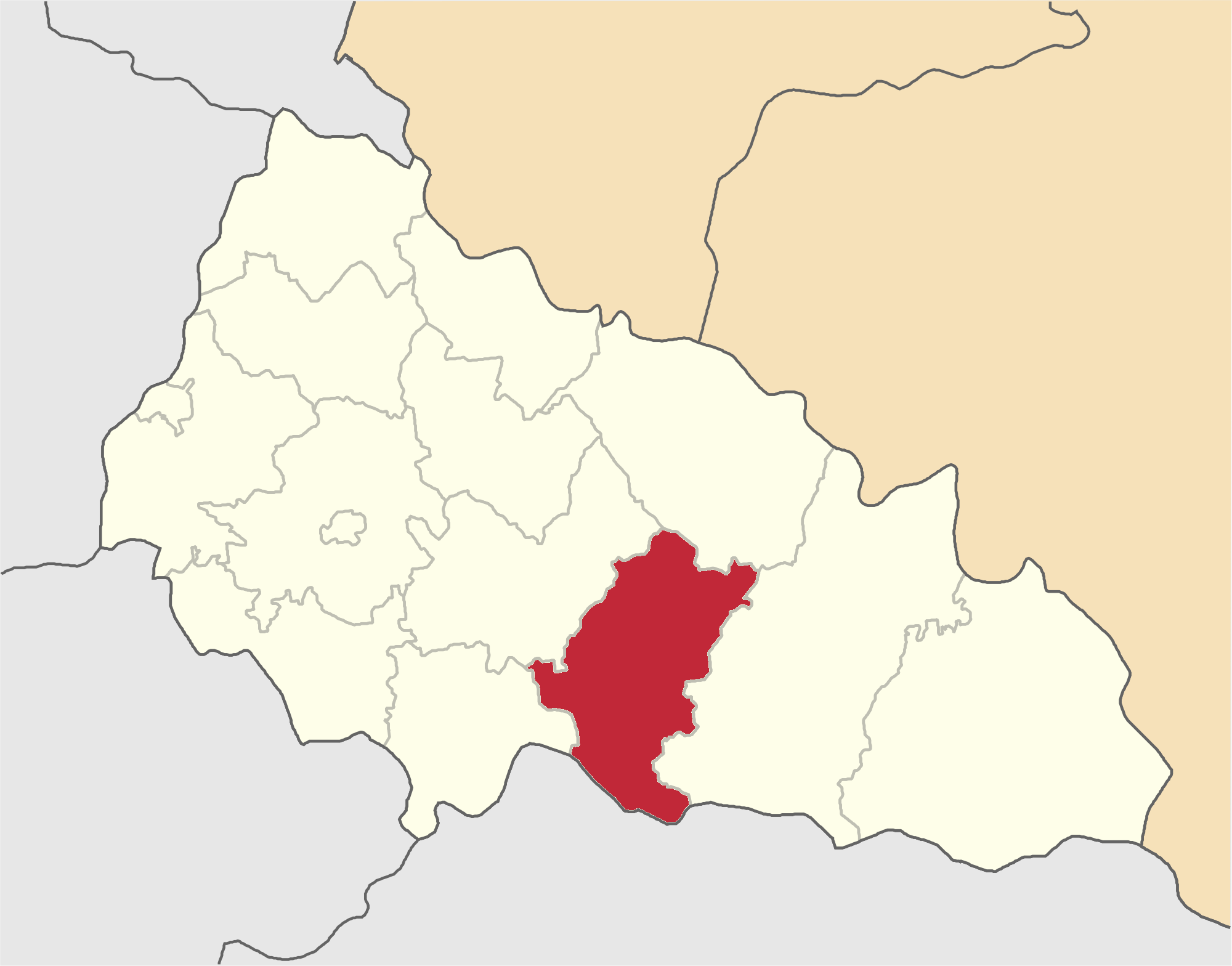
改革前胡斯特區在外喀爾巴阡州的位置

胡斯特區（烏克蘭語：Хустський район）是烏克蘭外喀爾巴阡州的一個区，位於該國西部，首府設於胡斯特，面積3,180平方公里，2021年人口数量为267,333人。
2020年7月18日乌克兰施行了行政区划改革，外喀爾巴阡州的区份数量减至6个，胡斯特區的面积显著增加。改革前胡斯特區的975平方公里，2020年人口95,195人。